# Juli 1984
Portal Geschichte | Portal Biografien | Aktuelle Ereignisse | Jahreskalender | Tagesartikel

◄ |
19. Jahrhundert |
20. Jahrhundert
| 21. Jahrhundert

◄ |
1950er |
1960er |
1970er |
1980er
| 1990er | 2000er | 2010er | ►

◄ |
1980 |
1981 |
1982 |
1983 |
1984
| 1985 | 1986 | 1987 | 1988 | ►

◄ |
April 1984 |
Mai 1984 |
Juni 1984 |
Juli 1984 |
August 1984 |
September 1984 |
Oktober 1984 |
►
Dieser Artikel behandelt aktuelle Nachrichten und Ereignisse im Juli 1984.

## Tagesgeschehen

### Sonntag, 1. Juli 1984

In Liechtenstein sollen Frauen künftig an Wahlen teilnehmen dürfen

- Dublin/Irland: Irland übernimmt von Frankreich den Vorsitz im Rat der Europäischen Union. Das Amt des Regierungschefs der EWG erhält Garret FitzGerald.[1]
- Klagenfurt/Österreich: Die Schweizer Schriftstellerin Erica Pedretti gewinnt mit einem Text unter dem Titel Das Modell und sein Maler den Ingeborg-Bachmann-Preis 1984. Der Titel spielt auf das Gemälde Der Maler und sein Modell von Pablo Picasso an und rückt dabei die weibliche Person in den Vordergrund.[2][3]
- Mailand/Italien: Der deutsche Fußballspieler Karl-Heinz Rummenigge nimmt beim FC Inter Mailand die Arbeit auf. Die von Inter Mailand an Bayern München gezahlte Ablösesumme für Rummenigge ist mit rund 10,8 Millionen D-Mark die höchste, die jemals für einen deutschen Fußballer gezahlt wurde.[4]
- Vaduz/Liechtenstein: In der Volksabstimmung für die Gleichberechtigung von Mann und Frau votieren 51,3 % der stimmberechtigten Männer für die Gleichstellung der Geschlechter und für die Einführung des Frauenwahlrechts.[5]

### Mittwoch, 4. Juli 1984
- München/Deutschland: Der 88. Deutsche Katholikentag unter dem Motto „Dem Leben trauen, weil Gott es mit uns lebt“ beginnt.[6]

### Samstag, 7. Juli 1984
- Berlin/Deutschland: Im Bezirk Tiergarten versammeln sich rund 500.000 Menschen vor dem Reichstagsgebäude, um die Aufführung Feuertheater mit Klangwolke des österreichischen Aktionskünstlers André Heller zu verfolgen. Mit Hilfe von Pyrotechnik entstehen zu den Klängen klassischer Musik am Abendhimmel zehn sinnreiche Bilder an einem laut Heller „magischen Ort“.[7]
- London/Vereinigtes Königreich: Martina Navrátilová aus den USA gewinnt das Damen-Einzel-Turnier der Wimbledon Championships im Tennis gegen ihre Landsfrau Chris Evert-Lloyd in zwei Sätzen.[8]

### Sonntag, 8. Juli 1984
- London/Vereinigtes Königreich: John McEnroe aus den USA gewinnt das Herren-Einzel-Turnier der Wimbledon Championships im Tennis gegen seinen Landsmann Jimmy Connors in drei Sätzen.[9]

### Donnerstag, 12. Juli 1984
- München/Deutschland: Eine Kaltfront beschert der Stadt einen Hagelsturm. Vertreter der Versicherungswirtschaft bezeichnen ihn als größtes Schadensereignis in der bundesdeutschen Geschichte. Im südlichen Bayern werden mehrere hundert Personen verletzt und über 70.000 Gebäude tragen Schäden davon.[10]

### Montag, 16. Juli 1984

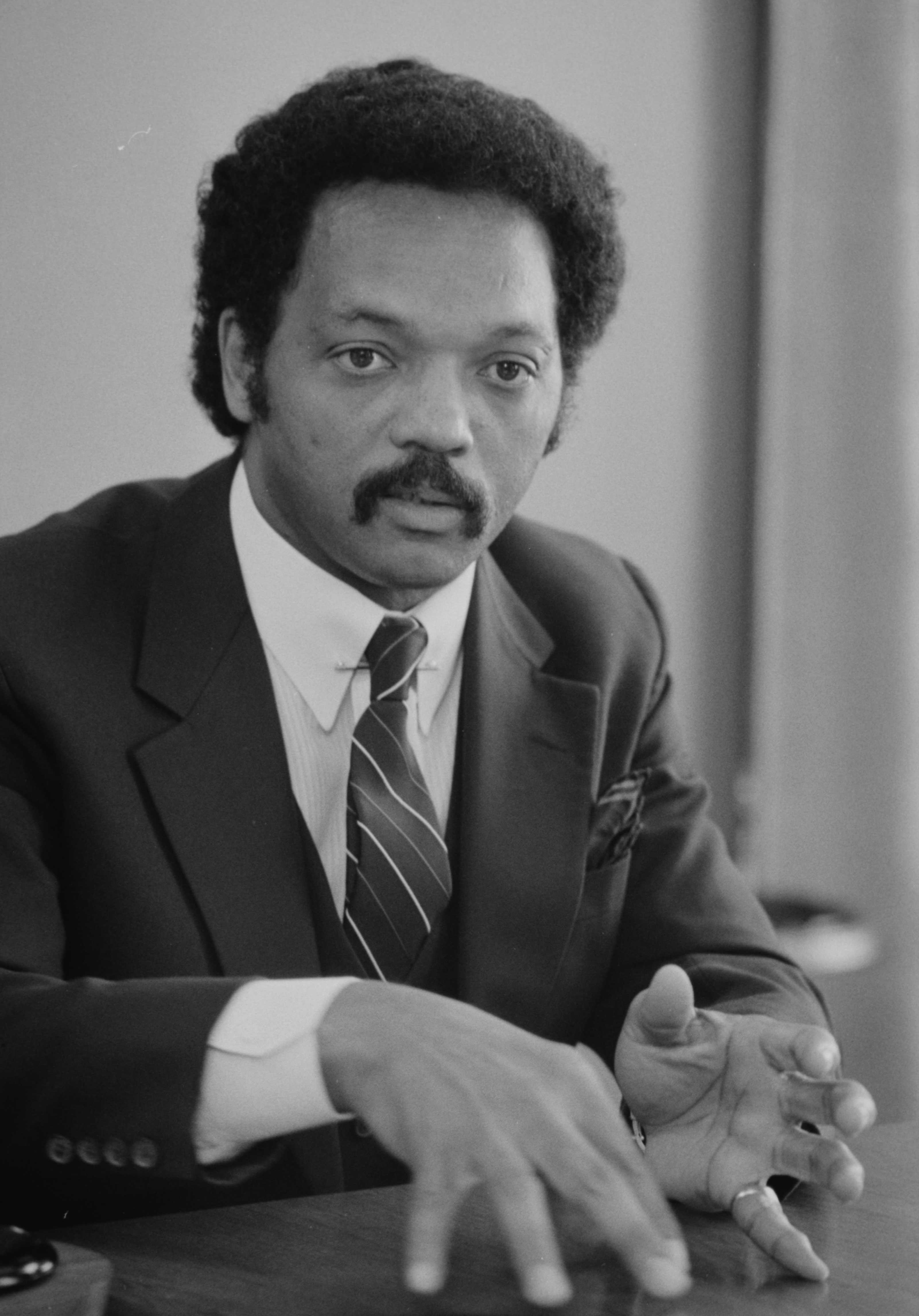
Jesse Jackson

- Paris/Frankreich: Der französische Staat, die Region Île-de-France und das Unternehmen Matra beschließen den Bau einer 1 km langen Teststrecke des führerlosen, spurgeführten und nach Bedarf verkehrenden Personentransportsystems Aramis am Boulevard Victor in Paris.[11]
- San Francisco/Vereinigte Staaten: Die Demokratische Partei nominiert den ehemaligen Vizepräsidenten der Vereinigten Staaten Walter Mondale zu ihrem Kandidaten bei der Präsidentschaftswahl im November. Mondales stärkste Konkurrenten waren der bis 1983 fast unbekannte Senator Gary Hart sowie Bürgerrechtler Jesse Jackson. Jackson ist der erste Nachkomme von farbigen amerikanischen Sklaven, der bei demokratischen Vorwahlen tatsächlich Bundesstaaten für sich gewinnt.[12]

### Dienstag, 17. Juli 1984
- Langley/Vereinigte Staaten: Der Nachrichtendienst Central Intelligence Agency weist darauf hin, dass die schriftlichen Todesdrohungen an die Adresse mancher afrikanischer und asiatischer Sportler, die zu den Olympischen Sommerspielen in Los Angeles anreisen wollen, auf keinen Fall vom rassistischen Ku Klux Klan stammen. Der CIA „glaubt“ an eine „sowjetische Beteiligung“ bei der Versendung der Drohungen.[13]

### Mittwoch, 18. Juli 1984
- San Diego/Vereinigte Staaten: Im Bundesstaat Kalifornien feuert ein arbeitsloser 41-jähriger Mann mit einer Repetierflinte, einer Flinte und einer Pistole auf die Anwesenden in einem Schnellrestaurant im Stadtteil San Ysidro. 21 Menschen sterben bei der Tat und 19 weitere werden verletzt. Eine Spezialeinheit der Polizei erschießt den Amokläufer.[14]

### Sonntag, 22. Juli 1984
- Paris/Frankreich: Vorjahressieger Laurent Fignon aus Frankreich gewinnt zum zweiten Mal die Rad-Rundfahrt Tour de France.[15]

### Mittwoch, 25. Juli 1984

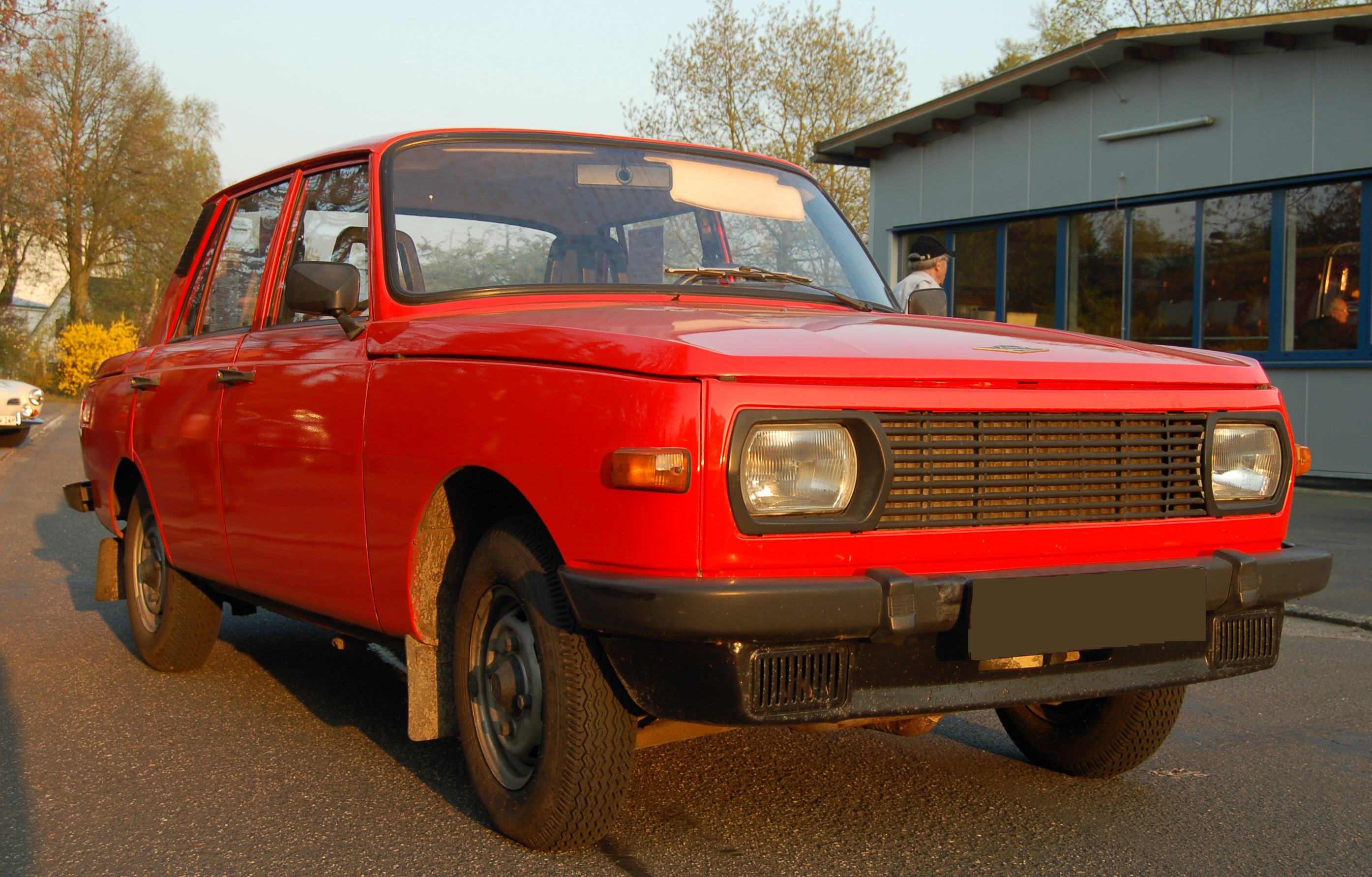
Vielen DDR-Produkten mangelt es an Käufern im westlichen Ausland

- Bonn/Deutschland: Der Staatsminister im Bundeskanzleramt Philipp Jenninger informiert die Medien über einen Kredit der Bundesrepublik in Höhe von 950 Millionen D-Mark an die Deutsche Demokratische Republik. 1983, beim letzten „Milliardenkredit“, war der Zinssatz niedrig und wie damals verpflichtet sich die DDR zu humanitären Gegenleistungen. In der westlichen Welt ist die Liquidität des SED-geführten Staats gering, weil viele DDR-Exportgüter nicht auf dem aktuellen Stand der Technik sind.[16]
- Orbit: Mit der Russin Swetlana Sawizkaja schwebt erstmals eine Frau frei im Weltraum. Sie ist Teil der Mission Sojus T-12, welche eine neue Stammbesatzung zur Raumstation Saljut 7 brachte. Der Ausstieg dauert drei Stunden 35 Minuten.[17]

### Samstag, 28. Juli 1984

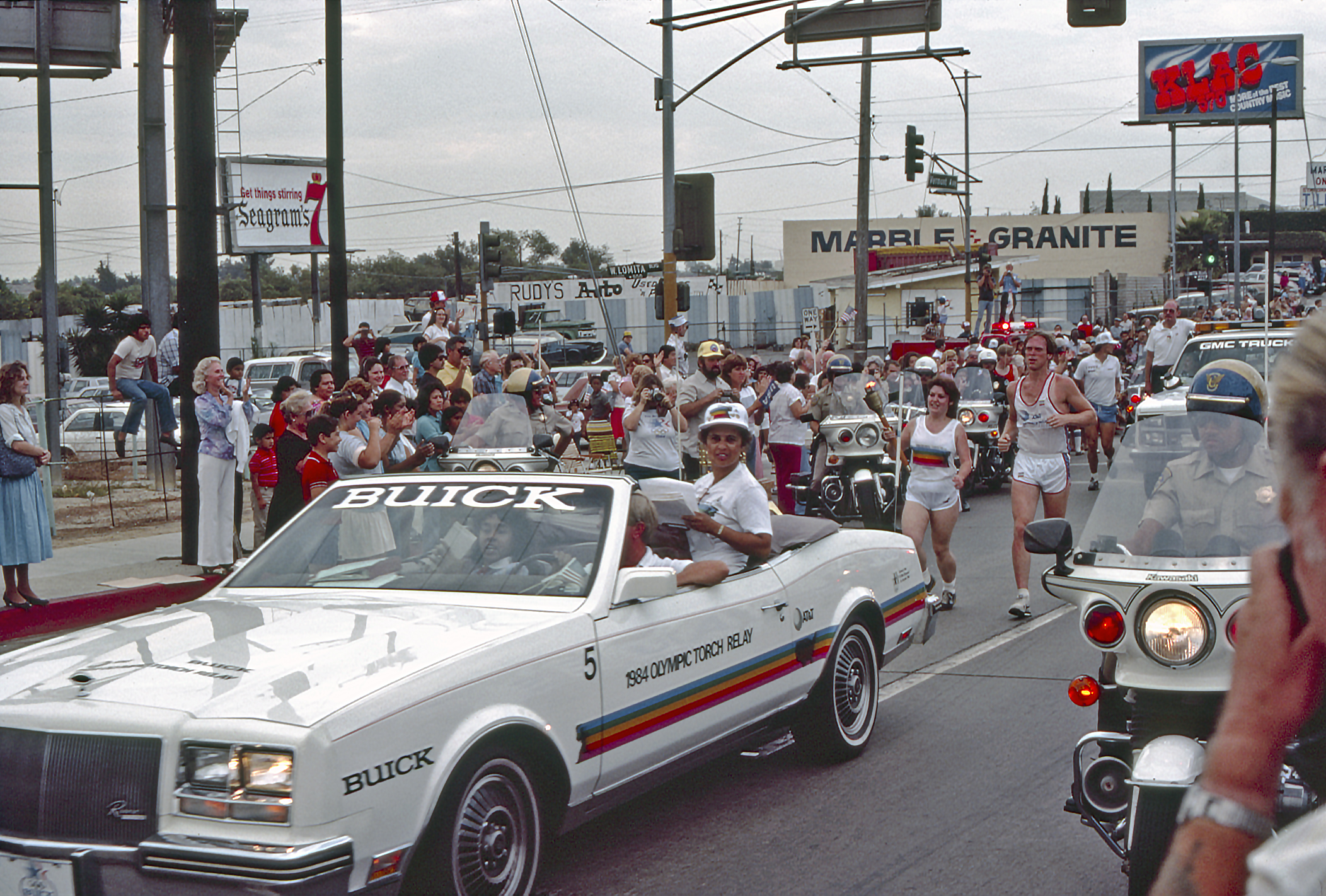
Olympischer Fackellauf

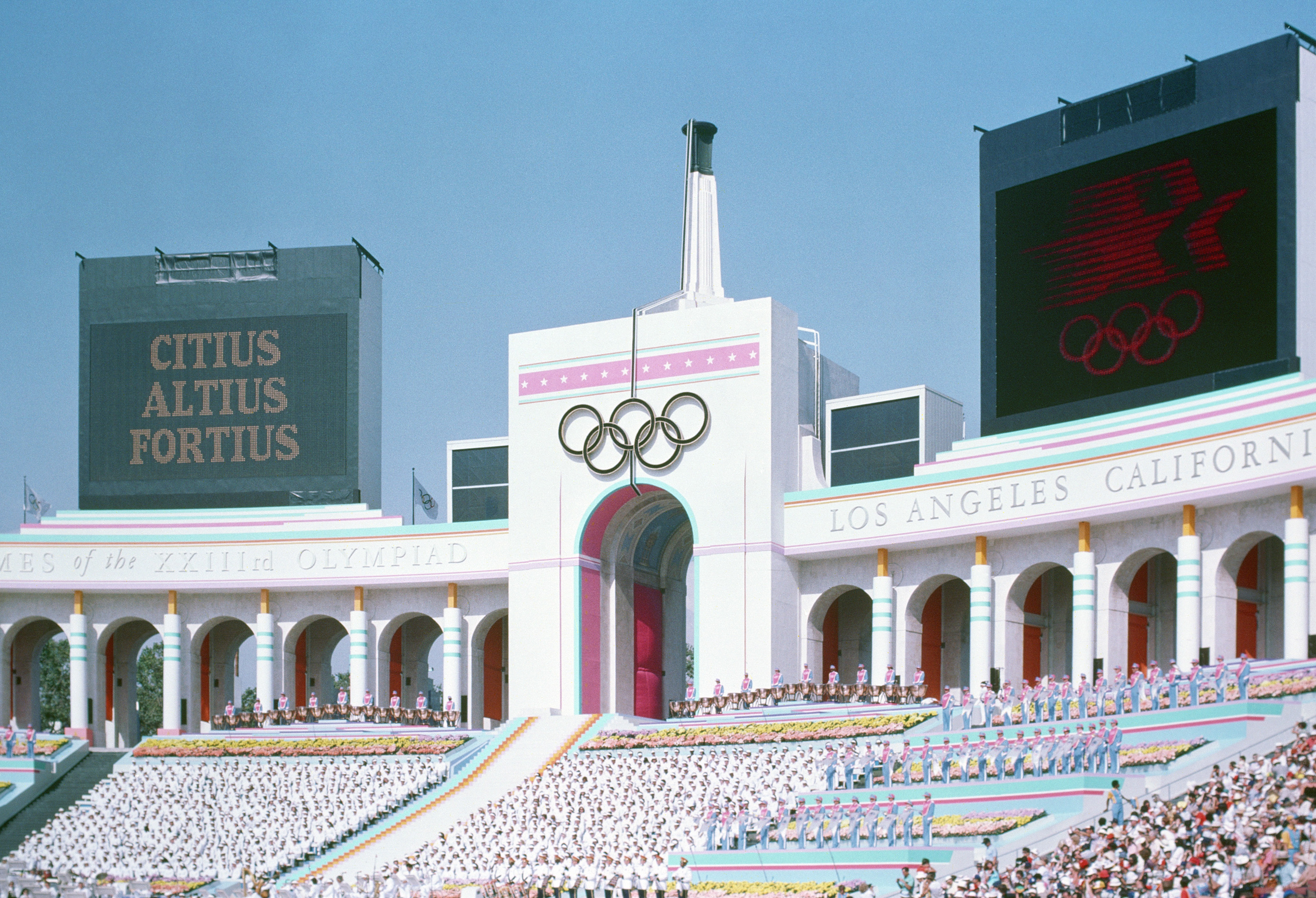
Eröffnung der Olympischen Spiele

- Los Angeles/Vereinigte Staaten: Die XXIII. Olympischen Sommerspiele werden eröffnet. Boykottiert wird das Sportereignis u. a. von der Sowjetunion und der DDR. Deren offizielle Begründung sind die Bemühungen US-amerikanischer Politiker zum Ausschluss sowjetischer Sportler im Vorfeld.[18]

### Montag, 30. Juli 1984
- New York/Vereinigte Staaten: Der Fernsehsender NBC startet die Ausstrahlung der Seifenoper Santa Barbara (deutscher Titel: California Clan).[19]

## Weblinks

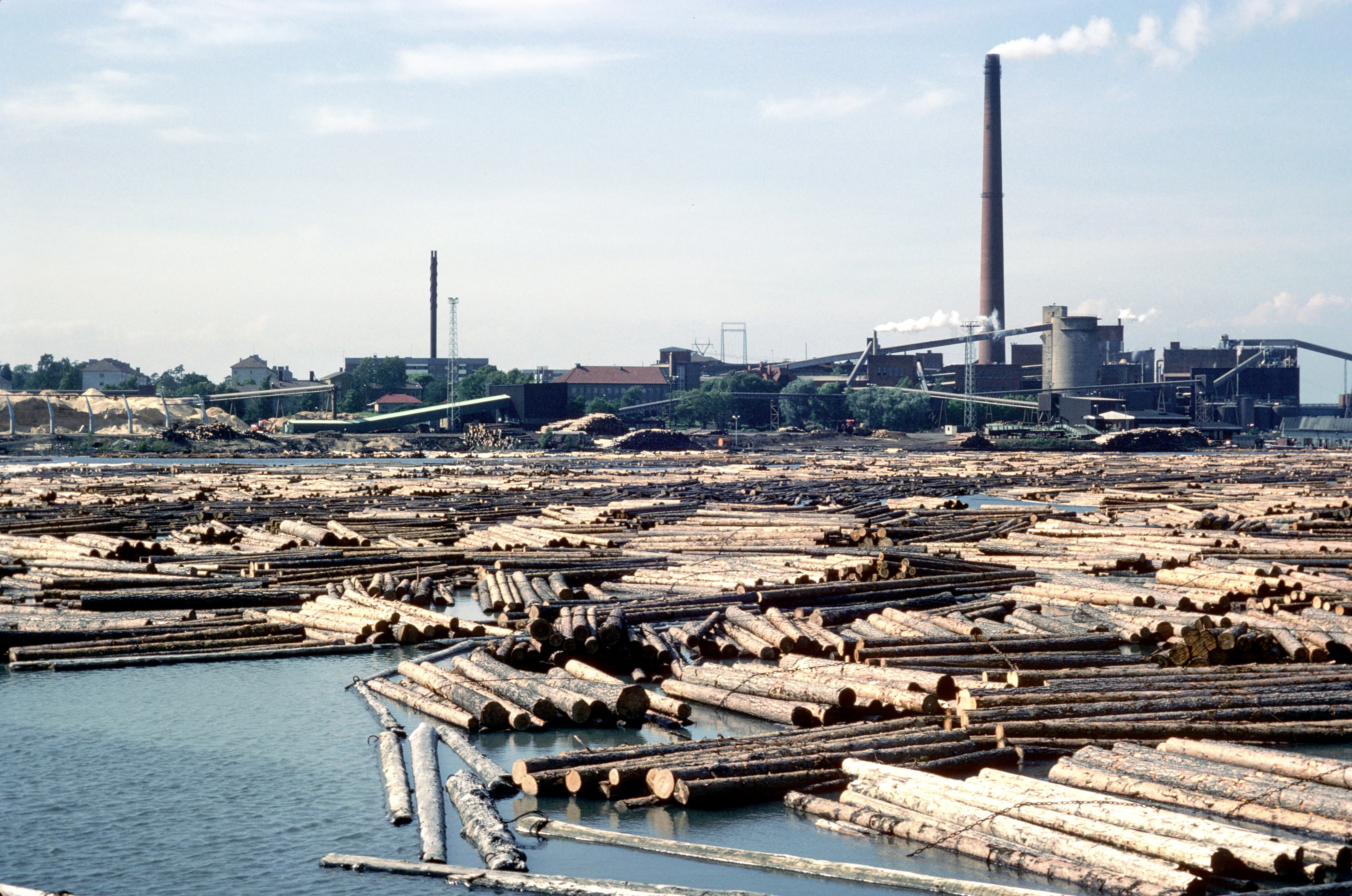
Finnland im Juli 1984